# Фосфорилювання

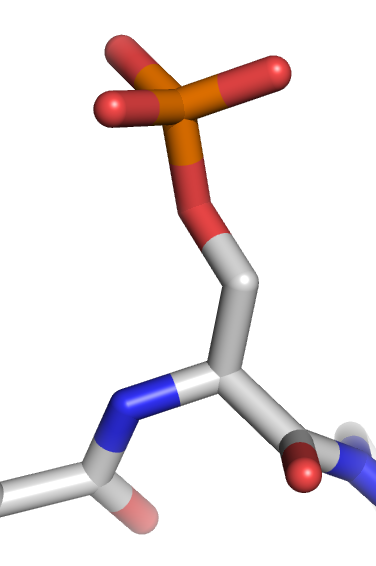
Фосфорильований залишок серину

Фосфорилюва́ння — процес приєднання фосфатної групи (PO4) до якого-небудь субстрату. У живих клітинах фосфорилювання надзвичайно важливе для протікання цілого ряду процесів.
Фосфорилювання — один з найпоширеніших видів посттрансляційної модифікації білків. Процеси фосфорилювання і дефосфорилювання різних субстратів належать до найважливіших біохімічних реакцій. Ферменти, якими здійснюються ці процеси, називаються кіназами (або фосфотрансферазами) та фосфатазами відповідно. Зокрема фосфорилювання або дефосфорилювання білка часто регулює його функціональну активність (активує або деактивує його).
Фосфорилювання також необхідне для отримання активних коферментних форм багатьох вітамінів групи B. Наприклад, при подвійному фосфорилюванні тіаміну утворюється кокарбоксилаза (кофермент ферменту карбоксилаза), при фосфорилюванні піридоксаля (альдегідної форми вітаміну B6) — піридоксаль-6-фосфат, що є коферментом багатьох ферментів обміну амінокислот, при фосфорилюванні нікотинаміду (вітаміну PP) — нікотинамідаденіндинуклеотид-фосфат (НАДФ), що є коферментом в багатьох найважливіших окислювально-відновних реакціях.
Також з фосфорилювання цукрів починається процес їхнього гліколізу. Фосфорилювання АДФ забезпечує запасання енергії у формі АТФ для її подальшого витрачання.

## Зноски
1. ↑  Фосфорилювання. ВУЕ (укр.). Процитовано 30 січня 2025.